# Phnum Aôral
Phnum Aôral är ett berg i Kambodja.   Det ligger i provinsen Kampong Spoe, i den centrala delen av landet, 100 km nordväst om huvudstaden Phnom Penh. Toppen på Phnum Aôral är 1 813 meter över havet. Phnum Aôral ingår i Chuŏr Phnum Krâvanh (bergskedja)
Terrängen runt Phnum Aôral är bergig österut, men västerut är den kuperad. Phnum Aôral är den högsta punkten i trakten. Runt Phnum Aôral är det ganska glesbefolkat, med 22 invånare per kvadratkilometer. Det finns inga samhällen i närheten. I omgivningarna runt Phnum Aôral växer i huvudsak städsegrön lövskog.